# کراسنوآرمیسکایا
کراسنوآرمیسکایا (انگلیسی: Krasnoarmeyskaya) یک شهرک در شهرستان استرلیتاماکسکی استان باشقیرستان کشور روسیه است.